# Знамя (кинотеатр, Челябинск)
Кинотеатр «Знамя» — кинотеатр, расположенный по улице Кирова (бывшая Уфимская) города Челябинска. Один из первых кинотеатров в городе. Представляет собой двухэтажное кирпичное здание, выполненное в стиле неоклассицизма с элементами модерна. Боковые участки здания увенчаны башнями. Башни завершаются металлическими коваными флюгерами. Объект культурного наследия Российской Федерации.

## История
Здание будущего кинотеатра, построенное челябинским головой А. Ф. Бейвелем , для складских помещений и места торговли. 20 декабря 1909 года в здании разместился кинотеатр «Люкс», который стал вторым в городе. В советское время кинотеатр получил имя «Знамя» и специализировался на показе авторского советского и иностранного кино, а также документальных лент. В настоящее время кинотеатр «Знамя» является самым старым кинотеатром Челябинска. 29 августа 2006 года по распоряжению главы города, на здании кинотеатра установлена мемориальная доска, в память о первом хозяине здания А. Ф. Бейвеле.